# Roodbuikdikbekje
Het roodbuikdikbekje (Sporophila castaneiventris) is een zangvogel uit de familie Thraupidae (tangaren).

## Verspreiding en leefgebied
Deze soort komt voor van de Guyana's en zuidelijk Venezuela tot noordelijk Bolivia en amazonisch Brazilië.